# Aéroport de La Rochelle-Île de Ré
Luchthaven La Rochelle-Île de Ré (Frans: Aéroport de La Rochelle-Île de Ré) is een Franse luchthaven die circa 2,5 km ten noordwesten van de havenstad La Rochelle in het departement Charente-Maritime ligt. In 1936 werd besloten tot de bouw van het vliegveld, waarbij de Franse staat 50% en de stad La Rochelle en de Kamer van Koophandel elk 25% financierden. Enkele weken voor het uitbreken van de Tweede Wereldoorlog in 1939 kwam de bouw gereed, maar het vliegveld werd toen slechts gebruikt als opleidingscentrum voor piloten. Nadat het Duitse leger La Rochelle had veroverd, werd het vliegveld gevorderd ten behoeve van de Luftwaffe, die vanuit de lucht bescherming bood aan de onderzeebootbasis van de Kriegsmarine die bij La Rochelle was gebouwd. Na herstel van de oorlogsschade werd het vliegveld vanaf 1946 gebruikt voor verschillende binnenlandse passagiersvluchten. Tegenwoordig wordt de luchthaven gebruikt door een aantal lagekostenluchtvaartmaatschappijen (Ryanair, Flybe, Airlinair, easyJet en Jet2.com) en vinden er ook (seizoensgebonden) vluchten plaats van en naar buitenlandse bestemmingen, waaronder Brussel-Charleroi. Tevens wordt het vliegveld gebruikt voor privévluchten.

## Trafiek[1]
| Jaar | Aantal Passagiers | Aantal Vliegbewegingen |
| ---- | ----------------- | ---------------------- |
| 2006 | 180.980           | 32.689                 |
| 2007 | 220.577           | 32.974                 |
| 2008 | 215.145           | 33.212                 |
| 2009 | 168.969           | 30.145                 |
| 2010 | 191.599           | 29.736                 |
| 2011 | 229.214           | 29.679                 |